# HSV Barmbek-Uhlenhorst
Maillots
Dernière mise à jour : 28 mars 2024.
Le HSV Barmbek-Uhlenhorst est un club sportif allemand localisé dans le district de Barmbek-Uhlenhorst dans la Ville libre de Hambourg.

## Histoire
Les racines du club remontent au 10 juillet 1909 lorsque trois clubs locaux de gymnastique fusionnièrent. Le Barmbeck-Uhlenhorst Turnverein 1876, le Männer Turnverein 1888 Barmbeck-Uhlenhorst, et le Barmbecker Turnverein 1902 s’unirent pour former le Hamburger Turnerschaft Barmbeck-Uhlenhorst 1876. 
En 1911, ce club ouvrit une section de Football. Quatorze ans plus tard, le 15 novembre 1923, les joueurs de football et leur encadrement devinrent indépendants sous la dénomination Hamburger Sportverein (HSV) Barmbeck-Uhlenhorst. Durant les décennies suivantes, ce club évolua dans les compétitions inférieures locales.
Pendant la Seconde Guerre mondiale, la plupart des clubs connurent une pénurie de joueurs. Afin de poursuivre ses activités, le HSV Barmbeck-Uhlenhorst forma des associations sportives de guerre (en Allemand: Kriegspielgemeinschaft – KSG) avec différents clubs. Lors de la saison 1943-1944, le club s’associa avec le Post SG Hamburg et joua sous le nom de KSG Post/BU Hamburg, dans la Gauliga Nordmark, puis la Gauliga Hamburg après la scission de la Gauliga initiale. Le 23 juin 1944, les deux entités furent rejointes par le FC St. Georg et par le SC Sperber Hamburg afin de constituer un groupe sous l’appellation KSG Alsterdorf. Avec l’évolution du conflit, la saison 1944-1945 n’alla pas à son terme.
En 1945, tous les clubs et associations allemands furent dissous par les Alliés (voir Directive n°23). Le club initial fut rapidement reconstitué et reprit la dénomination de Hamburger Sportverein Barmbek-Uhlenhorst. En 1949, le Fußball Club Rot-Weiß Hamburg 1923 rejoignit le club.
En 1963, le Hamburger Sportverein Barmbek-Uhlenhorst remporta le titre en Amateurliga Hamburg puis remporta (3-1) la finale régionale contre le SC Leu 06 Braunschweig et gagner le droit de devenir un des fondateurs de la Regionalliga Nord instaurée comme 2e niveau du football allemand, en même temps que se créait la Bundesliga.
Le club fut relégué après une saison. Il y remonta en 1966 et y resta jusqu’à la dissolution de la ligue en fin de saison 1973-1974, lors de l’instauration de la 2. Bundesliga. Barmbek-Uhlenhorst après quatre saisons moyennes s’était hissé dans la première partie du tableau lors des quatre saisons suivantes. Cela lui permit d’engranger suffisamment de points pour être qualifié pour être un des fondateurs de la 2. Bundesliga, Groupe Nord.
Au 2e niveau, le HSV BU fut surclassé. Il termina 20e et dernier. Cette aventure laissa une ardoise de plus 500.000 Deutsch Mark de déficit au club qui se démena, ensuite,   en Oberliga Nord, jusqu'en 1981 puis descendit en Verbandsliga (niveau 4).
Par après, le club régressa sérieusement dans la pyramide, car il fut relégué d'abord en Landersliga Hamburg-Hansa (niveau 5) en 1982, puis en Bezirksliga Hamburg-Nord (niveau 6) deux ans plus tard.
Au terme de la saison 1985-1986, le HSV Barmbek-Uhlenhorst remonta d’un cran. La remontée se poursuivit jusqu’au niveau 4 et 5. Mais en 1994, le club retomba au niveau 6 à la suite de la poursuite de la restructuration de la hiérarchie du football allemand, entamée après la réunification du pays après la chute du Mur de Berlin en 1990.

## Palmarès
- Champion de la Verbandsliga Hamburg-Hammonia: 1962.
- Champion de la Amateurliga Hamburg: 1963, 1966.
- Champion de la Bezirksliga Hamburg-Nord: 1986.
- Champion de la Landesliga Hamburg-Hansa: 1999.
- Champion de la Verbandsliga Hamburg: 2004.

## Joueurs connus
- Andreas Brehme, Champion du Monde en 1990 avec l'équipe d'Allemagne débuta avec les équipes jeunes et joua en Oberliga Nord (III) avec le HSV Barmbek-Uhlenhorst.